# Consolations (Liszt)
Consolations (allemand : Tröstungen) sont un ensemble de six œuvres pour piano de Franz Liszt.
Les compositions reprennent le style musical des nocturnes, chacune ayant son style spécifique. Chaque Consolation est composée en mi ou en ré majeur. La tonalité de mi majeur est régulièrement utilisée par Liszt pour les thèmes religieux,. 
Il existe deux versions des Consolations. La première (S.171a) est composée par Liszt entre 1844 et 1849 et publiée en 1992 par G. Henle Verlag. La deuxième (S.172) est composée entre 1849 et 1850 et est publiée en 1850 par Breitkopf & Härtel. Elle comprend la familière Consolation no 3 et est la plus connue des versions, notée Lento Placido, en ré majeur,,.

## Origine du titre
La source du titre Consolations pourrait être le poème de Lamartine « Une larme, ou Consolation » du recueil de poésie Harmonies poétiques et religieuses. Le cycle pour piano de Liszt Harmonies poétiques et religieuses est basé sur le recueil de poèmes de Lamartine. Une autre source d'inspiration possible pour le titre sont les Consolations de l'historien littéraire français Charles Sainte-Beuve,. Les Consolations de Sainte-Beuve, publiées en 1830, sont un recueil de poésie de l'époque romantique où l'amitié est vantée comme une consolation pour la perte de la foi religieuse.
Les Consolations sont également appelées Six pensées poétiques, titre non utilisé pour la publication de Breitkopf de 1850 mais pour un ensemble publié peu de temps après, la même année, par le Bureau central de musique de Paris.

## Consolations, S.171a
Les Consolations, S.171a, se composent de six compositions pour piano,.
1. Andante con moto (mi majeur)
2. Un poco più mosso (mi majeur)
3. Lento, quasi recitativo (mi majeur[14] / do dièse mineur[15])
4. Quasi Adagio, cantabile con devozione (Ré flat
 majeur)
5. Andantino (mi majeur) – "Madrigal"
6. Allegretto (mi majeur)

Composées entre 1844 et 1849, elles constituent la première version des Consolations de Liszt et ont été publiées pour la première fois en 1992 par G. Henle Verlag. Les manuscrits se trouvent aux Archives Goethe et Schiller à Weimar.
La troisième Consolation est un arrangement d'une chanson populaire hongroise qui sera plus tard réutilisée par Liszt dans sa Rhapsodie hongroise n°1, S.244/1. La cinquième Consolation est la plus ancienne des compositions et date de 1844. Dans un manuscrit ancien, la cinquième Consolation est intitulée « Madrigal »,. Liszt a dédié le Madrigal à un de ses amis, un intendant de Weimar nommé M. de Ziegäser.

## Consolations, S.172
Les Consolations, S.172, se composent de six compositions solo pour piano,.
1. Andante con moto (mi majeur)
2. Un poco più mosso (mi majeur)
3. Lento placido (ré flat
 majeur)
4. Quasi Adagio (ré flat
 majeur)
5. Andantino (mi majeur)
6. Allegretto sempre cantabile (mi majeur)

Composées entre 1849 et 1850, elles constituent la deuxième version des Consolations de Liszt. Cette version des Consolations est mieux connue que la première version et a été publiée en 1850 à Leipzig par Breitkopf & Härtel. Par rapport à la première version des Consolations, la troisième Consolation originale (S.171a/3) a été remplacée par une nouvelle Consolation (Lento placido en ré flat
 majeur) et les Consolations restantes ont été simplifiées;
La première des Consolations est en mi majeur et initialement marquée Andante con moto. La plus courte de l'ensemble, composée de seulement 25 mesures, présente un début identique à une autre œuvre de Liszt, la Feuille d'Album (Première Consolation), S.171b. La Consolation n °2 est également en mi majeur et est initialement marquée Un poco più mosso. Elle est souvent jouée directement après la première, sans interruption.

### Consolationno3

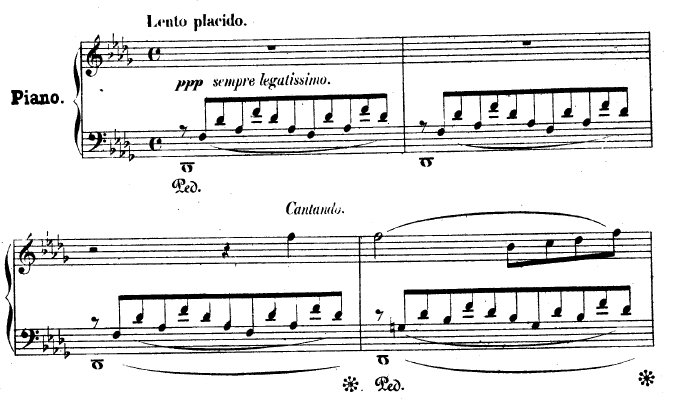
Consolation no 3, premières mesures.

La troisième Consolation, en ré majeur, a été initialement marquée comme « Lento Placido ». C'est la plus connue des "Consolations",, et est souvent jouée en rappel.
Son style s'apparente notamment aux Nocturnes de Chopin, Liszt semble avoir été inspiré par la Nocturne op. 27 no 2. La similitude entre les deux œuvres a été interprétée comme un hommage à Chopin décédé en 1849, un an avant la publication des « Consolations ». Cette troisième Consolation n'est pourtant que l'une des nombreuses œuvres rappelant Chopin, comme par exemple les Polonaises, la Berceuse, la Mazurka brillante et les Ballades.
En 1883, des années après avoir composé les Consolations, Liszt reçoit de la Steinway Company un piano à queue comprenant une pédale de sostenuto. Liszt a commencé à transcrire cette Consolation pour cette nouvelle pédale et dans une lettre à Steinway il écrit :

« En ce qui concerne l'utilisation de votre bienvenue pédale de maintien de son, j'inclus deux exemples : la Danse des Sylphes, de Berlioz, et la no 3 de mes "Consolations". Je n'ai noté aujourd'hui que les mesures d'introduction des deux morceaux, avec cette réserve que, si vous le désirez, je compléterai volontiers la transcription entière, avec une adaptation exacte de votre pédale de maintien du son »

— Listz
.
Liszt a recommandé une utilisation modérée de la pédale de sostenuto dans l'interprétation de cette Consolation et s'est prononcé sur l'effet positif qu'elle aurait sur les passages les plus tranquilles.

### Consolationno5

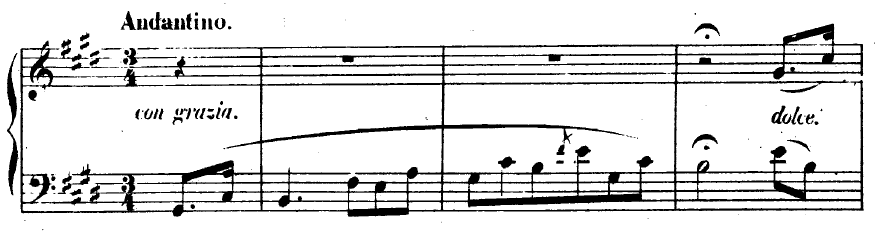
Consolation no 5, premières mesures.

La Consolation n°5, initialement marquée « Andantino », est en mi majeur. La Consolation a un style lyrique "cantilena",. Cette Consolation possède la généalogie la plus ancienne ayant été retravaillée à partir du " Madrigal" de la cinquième version antérieure des "Consolations",,. Par rapport au Madrigal précédent, cette Consolation :
- est plus courte, avec 56 mesures contre 69 pour le Madrigal ;
- partage plusieurs sections avec des mélodies similaires ;
- emploie des harmonies plus simples ;
- possède un rythme moins raide.